# 声優かっ!
『声優かっ!』（せいゆうかっ!）は、南マキによる日本の漫画作品。『花とゆめ』（白泉社）にて2009年14号から2013年5号まで連載。声優を題材とした作品であり、連載開始にあたっては声優事務所の81プロデュースや、学科に声優科がある東京アニメーター学院の協力を仰いでいる。なお、この2団体の名称は雑誌掲載の際、第1話の扉絵に表記された。単行本は、同社の花とゆめコミックスより全12巻が刊行されている。

## あらすじ
子供の頃に出会った声優の青山さくらに憧れて、ヒイラギ学園高等部声優科の門を叩いた木野姫。彼女のような声優になると一念発起した末の第一歩だった。しかし彼女には「可愛い声を出そうとするとダミ声になってしまう」という、声優志願者にとって致命的とも言える問題点があった。果たして姫は、自分の夢をつかみ取れるのか?

## 登場人物
声はドラマCD版の声優。
木野姫（きの ひめ）
声 - 浅川悠
12月5日生まれ。B型。151センチメートル。家族構成：父親・母親（睦子）・妹（茜）。
本編の主人公。ヒイラギ学園高等学校声優科1年。GGCプロダクション所属。
幼い頃の体験から、将来声優になる事を夢見ている。可愛い声を出そうとするとダミ声になる声質。生徒の一部からは「ゴリ姫」と呼ばれている。可愛い声は出せないが、少年声は素晴らしい美声（王子ボイス）である。偶然チャンスを掴み、プロデューサーである遥にスカウトされ、2人だけのある特別な約束を交わした。いつも出せるわけではない王子ボイスを完璧に出せるようになるためと男装がバレないように、日常的に男装して（学校以外）アパートで一人暮らしをすることになる。男装時の名前は「シロ」。最初は王子ボイスの発動が不安定だったが、瑞希の度の強いメガネを掛けることによって、完全な王子ボイスが出るようになった。おっちょこちょいで警戒心が薄く、男にも女にも平等に接するため無防備すぎる一面も。千里には強い対抗心、さくらには強い憧憬をそれぞれ抱いている。母親にはある事情から顧みられることがなく、いつか母親に自分を見て欲しいと願っている。夢と母親のためにいつも努力しており、いつかは自慢の娘になると強い決意を秘めている。少し複雑な家庭環境ながら真っ直ぐに育っている純粋な努力家。料理上手である。
久遠千里（くどう せんり）
声 - 杉田智和
8月21日生まれ。AB型。身長176センチメートル。家族構成：父親・母親。
ヒイラギ学園高等学校声優科1年。四谷プロダクション所属。
才能に恵まれ、すでに声優として活動している美男子。人気も上昇中だが、仕事には厳しい。学校でも友人がいなかったが、偶然知り合った謎の少年「シロ」には心を開き始めた。一人暮らしであり小動物が好きで、自宅には捨て猫がたくさんいる。夕食はお手伝いさんが訪ねて作ってくれており、高成がたまに様子を見に来る。声優業と猫以外には興味がなく、一般常識はやや欠けがちな少し変わり者。家事もほとんど出来なかったが、「シロ」のためにオムライス作りを特訓し上達した。次第に「シロ」が気にかかるようになり、自分の心境の変化に戸惑っている。頼りなく落ちこぼれな姫が猫に見える時が多々あり、猫のように接してしまう事があるため苦手にしている。食事は主にスナック菓子。実はかなり複雑な家庭環境で育っておりあるトラウマを抱えている。他人と必要以上に関わらない、隠れツンデレ。

### ヒイラギ学園高等学校

#### 1年生
財前ミッチェル（ざいぜんミッチェル）
声 - 浪川大輔
5月17日生まれ。A型。身長167センチメートル。家族構成：父親（日本人）・母親（フランス人）。
愛称：ミッチー。ヒイラギ学園高等学校声優科1年。7歳までモナコで育ったハーフ。姫が在籍する落ちこぼれクラスの1人。
落ちこぼれクラスではあるが、容姿・声質・演技力は高い。難点は緊張性の腹痛と外国育ちによる訛り。
趣味はフィギュアのスカートの中を覗く事。実はドMであり、そこをS・Aの宙に見込まれて、巻末オマケでは「僕宙」の代わりとして贈られた「ミッチー人形」でよく悲惨な目にあっている。
高柳翔（たかやなぎ しょう）
声 - 間島淳司
10月3日生まれ。O型。身長183センチメートル。
ヒイラギ学園高等学校声優科1年。姫が在籍する落ちこぼれクラスの1人。元中央関東連合「ブラッディ」の5代目総長で漢字が読めず逆上しやすい性格だが、実はシャイで女に弱い。また友情に厚く仲間を侮辱されるのが嫌い。姫を「ゴリ姫」と呼ぶ。弟が3人いる。
等々力月乃（とどろき つきの）
声 - MAKO
2月2日生まれ。O型。153センチメートル。
ヒイラギ学園高等学校声優科1年。声が非常に小さいという理由で落ちこぼれクラスに入れられた美少女。声が小さいのは、小学校時代にクラスメイトから声が気持ち悪いと言われたことから。声の小ささを気にかけない姫を慕っている。口が悪く、よく姫に対して意地悪を言ったりする人間に呪いをかける(呪いは人のためにしかかけられない）。中学時代の恩師ゆかり先生、姫を大切な心の支えとしている。
一条梅（いちじょう うめ）
声 - 花澤香菜
10月31日生まれ。A型。160センチメートル。
ヒイラギ学園高等学校映像科1年。動画作家で、活動時の名前は「チェシャ猫」。「自分だけの王子様」を探している。夢の原動力は「萌」（周麻を殴る瑞希を目の当たりにして萌えられなくなり、萌を失い作品を作れなくなったこともある）。一時期は高柳萌えであった。萌がなければ書けないのは、中学2年生の時に憧れでお手本だった親友の莉子に「人の真似ばかりして自分じゃ書けないコピー」だと言われ、それ以来好きな時に好きなだけ書けなくなってしまった。しかし、本人はいつか「自分だけの王子様」が現れることだけを信じ、「萌」をひたすらに探している。

#### 2年生
春山瑞希（はるやま みずき）
声 - 福山潤
9月28日生まれ。B型。身長176センチメートル。
ヒイラギ学園高等学校俳優科2年。GGCプロダクション所属のアイドルユニット「AQUA」のメンバー。
イケメンで大人気の俳優。声優活動も盛んにしており、ファンが大勢いる。普段は眼鏡をかけているが、撮影時や活動時は外している。姫とはある衝撃的な出会い方をしたため、気に掛けるようになる。後に同じ事務所に所属する先輩・後輩となり、「シロ」＝姫の秘密を知る数少ない人物。穏やかな優しい性格で、姫の夢を応援し彼女のサポートをしたいと思っている。仕事はプロらしく完璧にこなすが、実はある事情からあまり仕事に情熱を抱いていない。そのため徹からは敵視されている。次第にいつも頑張っている「シロ」に惹かれてゆき、次第に「シロ」だけではなく姫にも、先輩・後輩の関係以上に入れ込んでゆく。
河合周麻（かわい しゅうま）
1月3日生まれ。A型。身長177センチメートル。
ヒイラギ学園高等学校俳優科2年。GGCプロダクション所属のアイドルユニット「AQUA」のメンバー。
同じくイケメンで大人気の俳優。彼も声優活動もしており、ファンが大勢いる。「シロ」とは後に同じ事務所に所属する先輩・後輩となり、「シロ」＝姫の秘密を知る数少ない人物。瑞希とは小学生以来の付き合いで、彼に対して過保護。姫に嫉妬している。姫を遠ざけるためにある作戦を考え実行したくらい瑞希を大切に思っており、瑞希以外友人はいないらしい。姫に入れ込んでゆく瑞希の変化を感じ取っており、紗奈の二の舞になるのではと心配している。

### 主要人物の家族
青山さくら（あおやま さくら）
千里の母親。姫が子供の頃は声優として活動していた。その後女優に転身。高成以上に仕事熱心で、仕事を異常なほど愛している。有名人で姫の憧れの存在だが、女優として入れ込み過ぎており、母親としては少々問題がある。
久遠高成（くどう たかなり）
千里の父親。敏腕監督で仕事熱心。千里のことは気にかけているが強く踏み込めない。
木野茜（きの あかね）
姫の妹。10歳。超美少女で大人気モデル。失敗ばかりの姉を気にかけている。

### 声優（俳優）
藤森徹（ふじもり とおる）
私立化伊野宇高等学校芸能科2年。人気若手俳優。瑞希を敵視している。

### 声優業界関係者
山田遥（やまだ はるか）
7月19日生まれ。B型。182センチメートル。
GGCプロダクションのプロデューサーで、「AQUA」をプロデュースした人物。
姫を男性声優としてデビューさせるためにスカウトした。だが思わぬ姫の態度に心動かされ、お互いの夢を叶えようと2人だけのある特別な約束を交わした。本来は曖昧な約束や無責任な発言はしないのがモットーらしい。実は誰にも言わないある夢がある。かなりサディスティックな性格で、姫をスパルタ教育しているが、「厳しくした方が彼女は成長する」と考えている。
矢島監督
「四神戦隊ビーストレンジャイ」の音響監督。

### その他
園原紗奈（そのはら さな）
周麻と瑞希の小学校の時の同級生で、周麻の幼なじみの少女。何事も努力型の自分に対して、何でもそつなくこなす瑞希にライバル心を抱いており、何かにつけ張り合おうとする（※本当は彼に対する羨望）。女優を目指しており、瑞希はそんな彼女の夢を応援するため色々サポートをしていたが、周りから「このままでは瑞希に依存して彼女がダメになってしまう」と言われ、彼女から距離を置く。瑞希が側にいなくなった後は調子を落とし、オーディションにも落ち、女優を目指すのを諦める。どことなく姫に似ている（瑞希談）。

## ドラマCD
『CUTE3ヒロイン♥ドラマCD』
『花とゆめ』2010年4号に付録として添付された非売品。
『「声優かっ!」ドキドキ♪ドラマCD応募者全員サービス』
『花とゆめ』2010年11号・12号&『ザ花とゆめ』2010年6月1日号特別企画 応募者全員サービス。
『Wイケ声まつり♥ドラマCD』
『花とゆめ』2011年4号に付録として添付された非売品。
- 他の担当声優 - ナレーション：櫻井孝宏、キャサリン：中西昭子、グスタフ：渋谷結椛

## 書誌情報
- 南マキ 『声優かっ!』 白泉社〈花とゆめコミックス〉全12巻[1]
  1. 2009年12月18日発売、ISBN 978-4-592-19061-5
  2. 2010年4月19日発売、ISBN 978-4-592-19062-2
  3. 2010年7月16日発売、ISBN 978-4-592-19063-9
  4. 2010年10月19日発売、ISBN 978-4-592-19064-6
  5. 2011年4月19日発売、ISBN 978-4-592-19065-3
  6. 2011年6月20日発売、ISBN 978-4-592-19066-0
  7. 2011年9月20日発売、ISBN 978-4-592-19067-7
  8. 2011年12月20日発売、ISBN 978-4-592-19068-4
  9. 2012年5月18日発売、ISBN 978-4-592-19069-1
  10. 2012年9月20日発売、ISBN 978-4-592-19070-7
  11. 2013年2月20日発売、ISBN 978-4-592-19641-9
  12. 2013年3月19日発売、ISBN 978-4-592-19642-6